# Iuliana Țăran
Iuliana Țăran, también escrito como Iulia Țăran, es una deportista rumana que compite en piragüismo en la modalidad de aguas tranquilas. Ganó dos medallas de bronce en el Campeonato Europeo de Piragüismo, en los años 2013 y 2016.

## Palmarés internacional
| Campeonato Europeo | Campeonato Europeo          | Campeonato Europeo | Campeonato Europeo |
| Año                | Lugar                       | Medalla            | Competición        |
| ------------------ | --------------------------- | ------------------ | ------------------ |
| 2013               | Montemor-o-Velho (Portugal) | Medalla de bronce  | K2 200 m           |
| 2016               | Moscú (Rusia)               | Medalla de bronce  | K2 1000 m          |